# 贡山悬钩子
贡山悬钩子（学名：Rubus gongshanensis）为蔷薇科悬钩子属的植物，为中国的特有植物。分布于中国大陆的云南等地，生长于海拔3,000米至3,500米的地区，多生长在山坡竹林中，目前尚未由人工引种栽培。
其种加词“gongshanensis”意为“云南贡山的”。

## 异名
- 贡山悬钩子原变种 Rubus gongshanensis var. gongshanensis

## 变种
- Rubus gongshanensis var. eglandulosus Y.Gu & W.L.Li
- 无刺贡山悬钩子 Rubus gongshanensis var. qiujiangensis Yu et L. T. Lu